# Week-end à Zuydcoote (roman)
Pour les articles homonymes, voir Week-end à Zuydcoote.
Week-end à Zuydcoote est le premier roman de Robert Merle publié en 1949 aux éditions Gallimard. Il a obtenu le prix Goncourt la même année.

## Historique
Le roman reçoit le prix Goncourt au second tour de scrutin par huit voix contre une à Le Jeu de patience de Louis Guilloux fortement soutenu par André Billy.

## Résumé
Ce roman historique raconte la vie d'un groupe de soldats français pris au piège dans la poche de Dunkerque, durant deux jours, après la défaite franco-britannique. Les protagonistes sont Julien Maillat, sergent, Pierson, un prêtre catholique, Alexandre, ingénieur en céramique et cuisinier du groupe, et Dhéry, le combinard du groupe, tous du 110ème RI. Par la suite, un certain Pinot les rejoint brièvement, avec son fusil mitrailleur MAC 24/29, qui lui permet de tirer sur les avions allemands.
Le personnage principal, Maillat, fait plusieurs rencontres tout au long du récit, certaines insolites, comme celle d'un soldat français qui transporte une morte jusqu'à la mairie. Maillat se retrouve aussi dans des situations difficiles, certaines héroïques (il sauve une jeune fille de deux violeurs), d'autres cocasses ou tragiques.

## Éditions
- Éditions Gallimard, 1949.
- Collection Livre de Poche no 250, 1966.
- Folio no 161, 1972 et Folio no 775, 1976.  (ISBN 2070367754)

## Adaptation au cinéma
Ce roman a été adapté au cinéma par Henri Verneuil en 1964.
L'article Wikipédia «Week-end à Zyudcoote (film)» énumère les différences entre le roman et le film.